# Пердита Дуранго
Пердита Дуранго (шп. Perdita Durango) је филм из 1997. режисера Алекса де ла Иглесије са Роузи Перез и Хавијером Бардемом у главним улогама. 

## Радња
Пердита Дуранго одлази у Мексико да разнесе пепео своје сестре. Тамо упознаје дилера дроге Ромеа Долоросу, вуду практичара који је опљачкао банку. Они киднапују студента колеџа Двејна и његову девојку Естел, а затим их силују. Затим започињу церемонију жртвовања, приморавајући Двејна да гледа како Естел пати, али их прекида Ромеов бивши саучесник. Заједно са таоцима, криминални двојац одлази у Лас Вегас.

## Улоге
- „Пердита Дуранго": Роузи Перез
- „Ромео": Хавијер Бардем
- „Двејн": Харли Крос
- „Естел": Ејми Грејам
- Каталина: Демијан Бичир
- „Адолфо": Скримин Џеј Хокинс
- „Дојл": Алекс Кокс
- „Думас": Џејмс Гандолфини
- „Марсело": Дон Страуд
- „Шорти Ди": Сантијаго Сегура